# Cynki (Białoruś)
Cynki (biał. Цынкі; ros. Цинки) – wieś na Białorusi, w obwodzie witebskim, w rejonie dokszyckim, w sielsowiecie Wołkołata. W 2009 liczyła 15 mieszkańców.